# Gustav Kopka
Gustav Kopka (* 1832 in Herford; † 1882) war ein deutscher Möbelfabrikant.
Gustav Kopka errichtete 1861 in der ostwestfälischen Stadt Herford die erste Möbelfabrik mit Serienfabrikation, wobei der Produktionsschwerpunkt die Herstellung preisgünstiger Küchenmöbel war. Das Unternehmen war ein Pionier für die Entwicklung der Möbelindustrie mit internationaler Geltung mit Schwerpunkt im heutigen Kreis Herford. Für den Erfolg war der Anschluss der Stadt Herford an die Cöln-Mindener Eisenbahn mit ausschlaggebend. Dadurch konnte die Auslieferung der Möbel über die Grenzen Ostwestfalens hinaus erfolgen.
Gustav Kopka hat durch seine Firma den Grundstein für die Herforder Möbelindustrie gelegt. Zahlreiche seiner Mitarbeiter gründeten eigene Unternehmen. Bis 1910 war die Anzahl der Möbelfirmen in der Stadt auf 28 angestiegen. Die Möbelproduktion lag damit in der Herforder Branchenstatistik an zweiter Stelle hinter der Bekleidungs- und Wäscheindustrie.
Kopka trennte als erster kaufmännische und technische Leitung, was in der Möbelbranche erst nach 1900 üblich wurde. Für die praktische Umsetzung seiner Pläne stellte er Fachpersonal ein.

## Unternehmerische Tätigkeiten

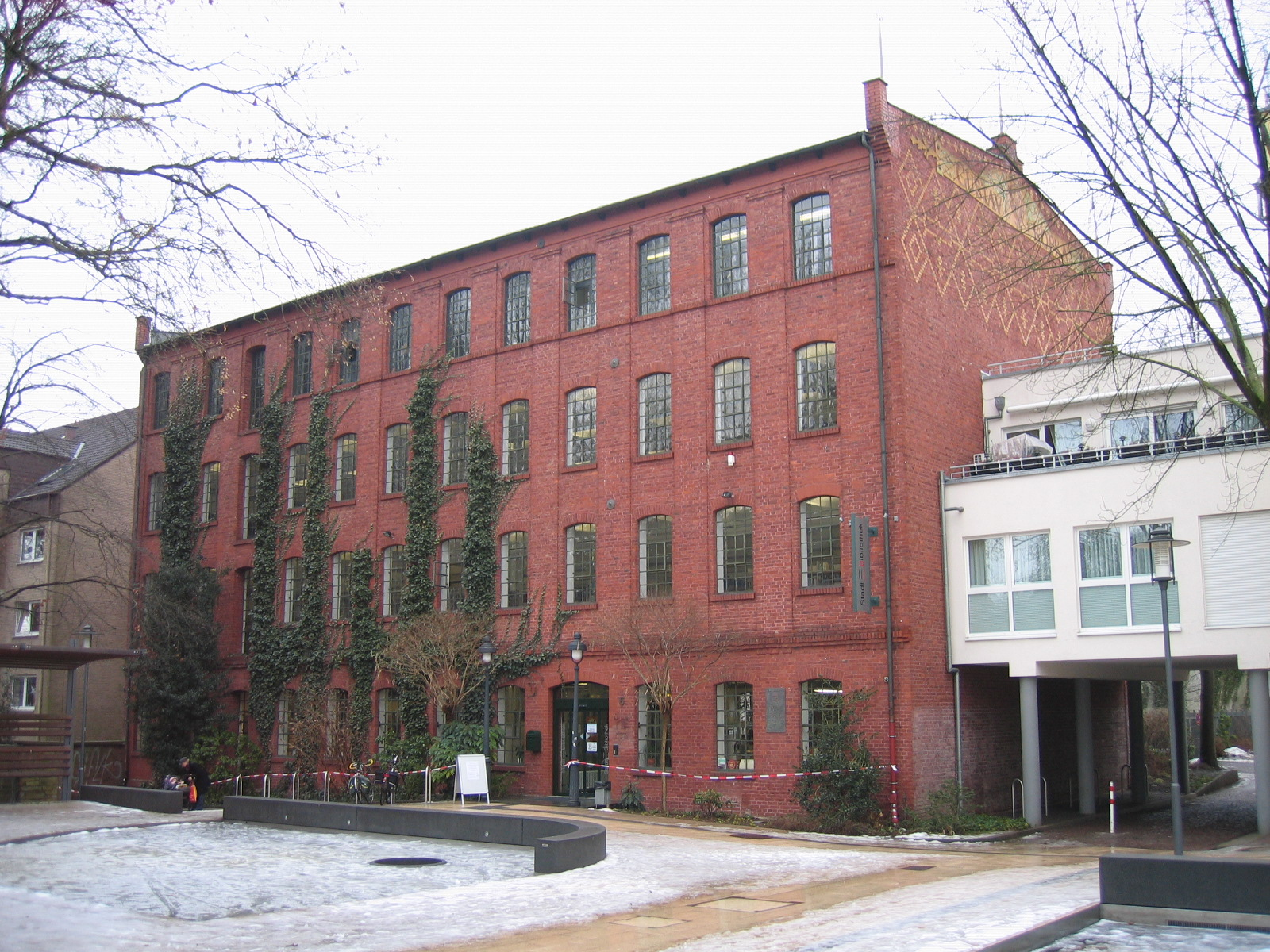
Das Backsteingebäude längs der Bowerre, heute Linnenbauerplatz 6. Rechts der Durchgang zur Hämelinger Straße.

Gustav Kopka gründete 1861 in alten Gebäuden an der Hämelinger Straße 6 in der Herforder Neustadt eine Färberei und eine Holzhandlung. Die Holzhandlung baute er in den nächsten Jahren zunächst zu einer Möbelhandlung unter dem Namen „Möbel-, Spiegel und Polsterwaaren-Magazin“ aus, um bald darauf auch die eigene Fertigung von Möbeln aufzunehmen. Zwischen Hämelinger Straße und Bowerre entstanden erste Produktionsgebäude und 1872 ein Dampfkesselhaus, die 1885/86 durch ein neues Fabrikgebäude auf dem hinteren Teil des Grundstücks längs der Bowerre erweitert wurden. Das viergeschossige Backsteingebäude war wegen der gestiegenen Möbelnachfrage Ende des 19. Jahrhunderts notwendig geworden. Einzelheiten zu dem Gebäude siehe unter Stadtbibliothek Herford, von der das Gebäude seit 1982 genutzt wird.
Kopka gliederte seine Produktion in einfache, kostengünstige Modelle und eine aufwändigere, teurer verkauft Linie. Für erstere gab es in der wachsenden Industriearbeiterschaft des Ruhrgebiets eine zahlreiche aber nicht zahlungskräftige Abnehmergruppe. Letztere wurde an bürgerliche Kunden vermarktet. Darüber hinaus wandte er verschiedene, für die Möbelherstellung neuartige Geschäftsverfahren an. So produzierte er auf Vorrat und nicht, wie in der handwerklichen Möbelproduktion üblich, nur auf Bestellung. Auch band er eine große Zahl selbstständiger Handwerker im Umland ein, die einzelne Bauteile der Möbel in großer Zahl gegen Stücklohn vorfertigten. Die Produktion selbst wurde im Stil einer Manufaktur durch gering qualifizierte Arbeitskräfte erledigt, die arbeitsteilig jeweils nur einzelne Herstellungsschritte ausführten.
Einzelne Aufträge ließ Kopka auch außerhalb seiner Fabrik von Herforder Tischlermeistern ausführen. Von 1870 bis 1873 setzt er zusätzlich Insassen des Herforder Gefängnisses als Arbeitskräfte ein. Diese befand sich damals am Ort der heutigen Wilhelm-Oberhaus-Schule am Wilhelmplatz. Durch den Krieg 1870/71 kam es bei Kopka zu Produktionsstockungen. Er musste zehn „Privatarbeiter“ entlassen und auch auf einen Teil der Gefangenen verzichten. Die übriggebliebenen acht Gefangenen wurden weiterbeschäftigt. Sie führen einfache Tischler- und Bauarbeiten sowie Reparaturen durch. Nachdem die Strafanstalt 1873 abgebrannt war, konnten keine Gefangenen mehr beschäftigt werden.
Von 1872 an setzte mit der Installation einer ersten Dampfmaschine und verschiedener größerer Maschinen eine Mechanisierung der zuvor wesentlich auf Handarbeit beruhenden Produktion ein. In diesem Jahr betrug die Belegschaft rund 100 Personen. Zudem wurden zunehmend Verkäufer gezielt in die wachsenden Städte des Ruhrgebiets geschickt. 1892, zehn Jahre nach dem Tod des Gründers, wurde eine deutlich größere Dampfmaschine in Betrieb genommen und 1896 das Fabrikgebäude erweitert.
1904 wurde die gesamte Produktion in eine große, dem Arbeitsablauf optimal entsprechende neue Fabrik an der Bünder Straße verlegt, die später auf gut 10.000 Quadratmeter erweitert wurde. Von dort wurden die Möbel über Gleisanschlüsse der Herforder Kleinbahn und der Deutschen Reichsbahn verschickt. Im Juli 1933 Jahre ging die Möbelfabrik Kopka in Konkurs, und die Firma Frickemeier übernahm die Fabrik. Nach dem Konkurs erwarben die Fabrikanten Fritz Berg und Friedrich Ernst Hohage aus Altena das Areal an der Bünder Straße inklusive der inzwischen veralteten Maschinen. Sie produzierten dort unter dem Namen Gustav Kopka bis 1952 Schränke, Nachttische und Frisierkommoden, Schrank-Klappbetten, Schlafraummöbel und Töchterzimmer. 1953 wurde das Gebäude von der Firma Sulo als Werk 2 übernommen und 2016 wegen Einsturzgefahr abgerissen.